# Boddington (Gloucestershire)
Boddington – wieś w Anglii, w hrabstwie Gloucestershire, w dystrykcie Tewkesbury. Leży 9 km na północny wschód od miasta Gloucester i 148 km na zachód od Londynu.